# Synagoge (Kadaň)
Koordinaten: 50° 22′ 45″ N, 13° 16′ 22″ O

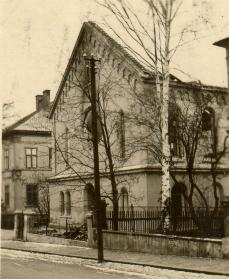
Synagoge in Kadaň (um 1930)

Die Synagoge in Kadaň (deutsch Kaaden), einer Stadt im Ústecký kraj in Tschechien, wurde von 1888 bis 1890 in der Bastei, der alten Stadtbefestigung, errichtet.  
Nach der im Oktober 1938 erfolgten deutschen Besetzung des Sudetenlandes wurde die Synagoge beim Novemberpogrom 1938 in Brand gesetzt und bis auf die Grundmauern zerstört.